# Sparkasse Meschede
Die Sparkasse Meschede war eine Sparkasse in Nordrhein-Westfalen mit Sitz in Meschede. Sie war eine Anstalt des öffentlichen Rechts.
Am 1. August 2019 fusionierte die Sparkasse Meschede mit der Stadtsparkasse Schmallenberg und der Sparkasse Finnentrop zur Sparkasse Mitten im Sauerland.

## Geschäftsgebiet und Träger
Das Geschäftsgebiet der Sparkasse Meschede umfasste die Stadt Meschede und die Gemeinde Eslohe (Sauerland) im Hochsauerlandkreis. Träger der Sparkasse ist der Sparkassenzweckverband der Stadt Meschede und der Gemeinde Eslohe (Sauerland), dem beide Kommunen als Mitglieder angehören.